# Winthemia patagonica
Winthemia patagonica är en tvåvingeart som först beskrevs av Blanchard 1963.  Winthemia patagonica ingår i släktet Winthemia och familjen parasitflugor. Inga underarter finns listade i Catalogue of Life.